# Rzesznikowo
Rzesznikowo (do 1945 r. niem. Reselkow) – wieś w Polsce położona w województwie zachodniopomorskim, w powiecie kołobrzeskim, w gminie Rymań przy drodze wojewódzkiej nr 112. Przez Resznikowo przepływa struga Rzecznica, do której wpada tutaj potok Węgorka. Na zachód od wsi płynie rzeka Mołstowa.
Wieś jest siedzibą sołectwa Rzesznikowo w którego skład wchodzą również miejscowości: Czartkowo, Jaglino, Kamień Rymański, Płonino, Rzesznikówko, Skrzydłowo.

## Historia
W XIII w. większa część wsi była lennem rodu von Osten, mniejsza część należała do rodu Manteuffel (1756). Ród von Osten był współwłaścicielem wsi ponad 500 lat. Następnie wieś przeszła na własność rodu von Hagen ze Stargardu. Później majątek należał kolejno do różnych właścicieli, od 1837 roku do rodziny Borcke, a w latach 1905–1945, stał się własnością rodziny Rostock.

## Zabytki
- kościół ewangelicki, obecnie rzym.-kat. filia pw. MB Królowej Polski z 1842, nr rej.: A-1082z 12.02.1966
- pałac w Rzesznikowie z około 1850 r., który należał do rodu von Borcke i von Rostock. Parterowy budynek, na wysokim fundamencie, kryty dachem czterospadowym z lukarnami. Od frontu centralnie dwupiętrowy ryzalit z półkoliście zakończonymi oknami. Nad środkowym oknem na pierwszym piętrze kartusz z herbem rodziny von Borcke.
- park pałacowy, z drugiej połowy XIX, nr rej.: 924 z 11.12.1976

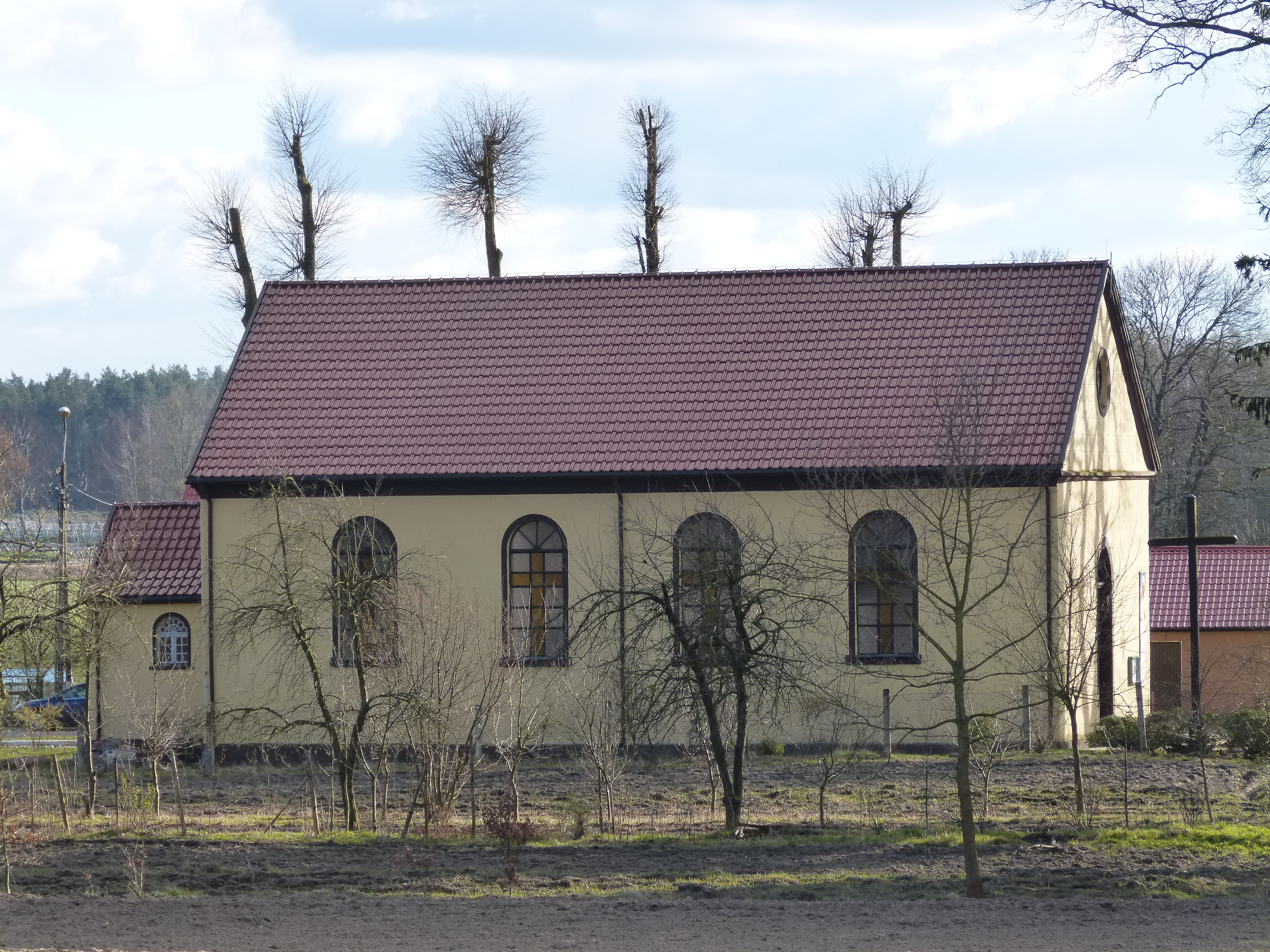
Kościół pw. MB Królowej Polski
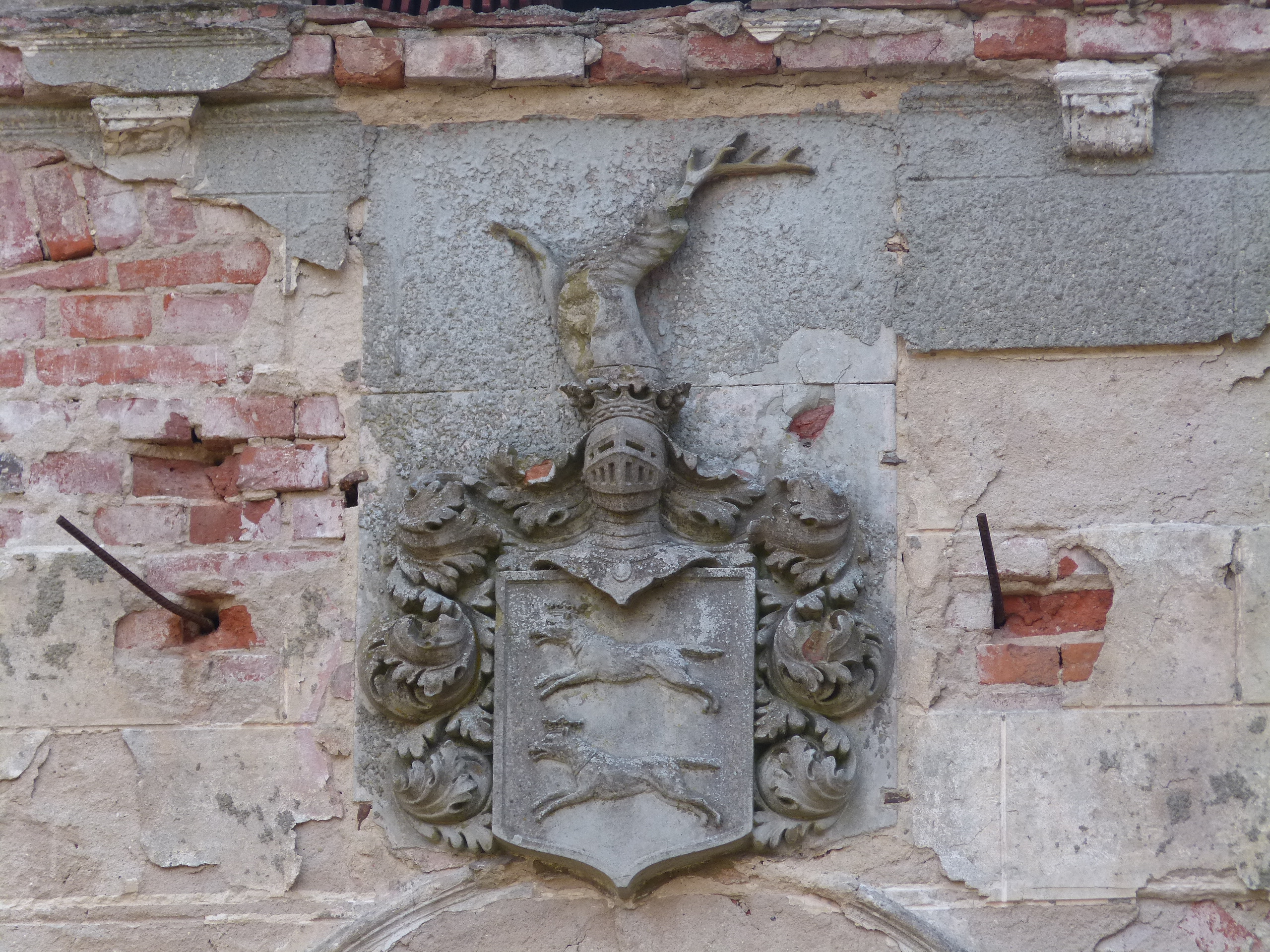
Kartusz z herbem Borcke na pałacu